# Muntanyes Samana
Les muntanyes Samana (o Serralada de Samana) és un grup muntanyós de la província de la Frontera del Nord-oest (Pakistan) que va d'est a oest i separa la vall de Miranzai de la vall de Khanki (a Tirah).
La serralada té una elevació mitjana d'entre 1500 i 2000 metres, i encara es conserven diversos forts a molts dels seus cims, que inclouen Fort Lockhart, Saragarhi i Fort Cavagnari o Gulistan.